# أنتوني بورتون
أنتوني بورتون (4 نوفمبر 1785 - 5 سبتمبر 1850) (بالإنجليزية: Anthony Burton)‏ هو لاعب كريكت بريطاني. لعب مع Kent county cricket teams ‏.